# وجه الحجر
وجه الحجر قرية سورية تقع في محافظة حمص وتبعد عن مدينة حمص 20كم غرباً يحدها من الشمال قرية قبي العامرية ومن الشرق بحيرة قطينة ومن الغرب قرية لفتايا ومن الجنوب قرية دبين والناعم وهي مطلة على بحيرتين صغيرتين (الرام الغربي والرام الشرقي) ويتم تربية الأسماك فيها وتشتهر بزراعة القمح والشعير والذرة كما يشتهر سكانها بصيد الطيور مثل البط والفري والسمن و البيوض وأبو درس والدلون والشكب وبعض الطيور المهاجرة مثل البط والوز أرض بحيرة قطينة هي أرض صالحة للزراعة (أرض الفيضة) فعندما تجف البحيرة يتم زراعتها بالمحاصيل الزراعية مثل الكوسة والبطاطا والذرة ويتم تصدير البطاطا والكوسة إلى خارج القطر.

## عائلات القرية
بيت العلي - بيت شقرة - بيت صقور -بيت خضور - بيت الياسين - بيت ديوب - بيت البشلاوي - بيت القاسم -
بيت الحامض.

## السكان
يبلغ عدد السكان في قرية وجة الحجر حوالي 2000نسمة.

## الديانة
إسلام

## مختار القرية
أحمد القاسم (أبو حسن)